# خانه متروک
خانهٔ متروک (به انگلیسی: Bleak House) نهمین رمان چارلز دیکنز است که در سال ۱۸۵۳ نوشته‌شده‌است. این داستان زندگی غم‌انگیز طبقه کارگر فقیر انگلستان را نشان می‌دهد. خانه غمزده اولین بار به صورت داستان دنباله‌دار از ۱ مارس ۱۸۵۲ تا ۲۰ سپتامبر ۱۸۵۳ در هفته‌نامه Household Words چاپ شد.
ابراهیم یونسی بلیک هاوس را با نام «خانهٔ قانون زده» به فارسی ترجمه کرده‌است.